# Alfons de Borbón

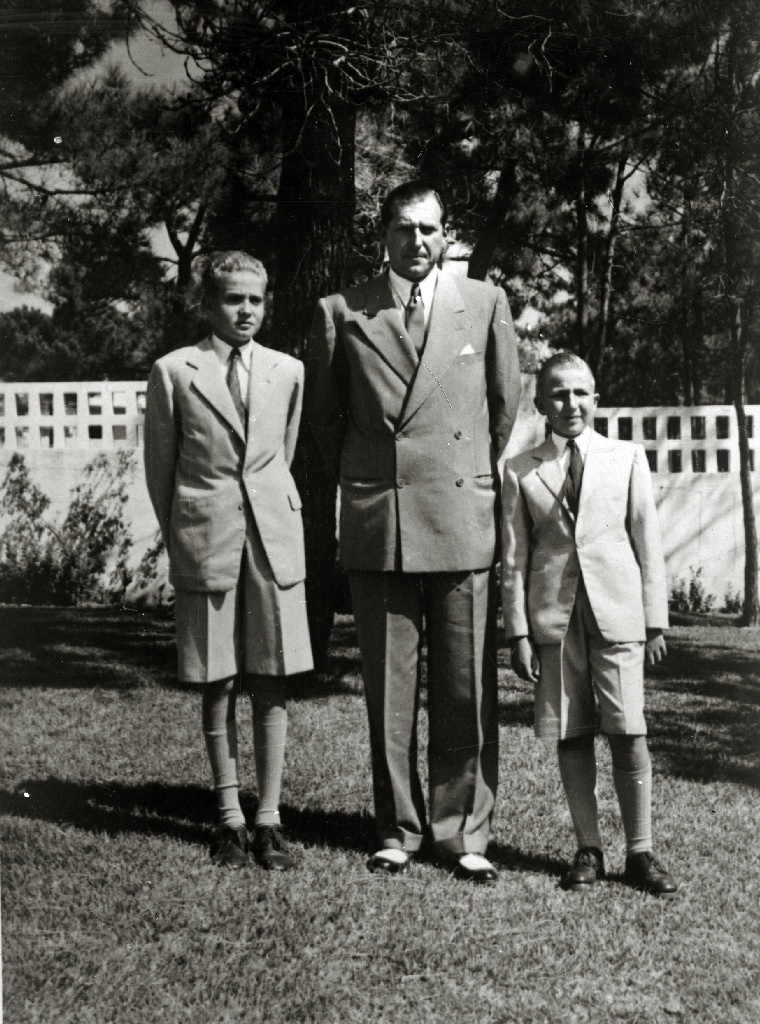
Alfons (rechts) mit seinem Vater und Bruder Juan Carlos (1950)

Familienwappen des spanischen Königshauses Borbón

Alfons de Borbón y Borbón, vollständiger Name Alfonso Cristino Teresa Ángelo Francisco de Asís y Todos los Santos de Borbón y Borbón (* 3. Oktober 1941 in Rom; † 29. März 1956 in Estoril), war ein Mitglied der spanischen Linie der Bourbonen. Er wurde beim Spielen mit einer Waffe als 14-Jähriger versehentlich von seinem älteren Bruder, dem späteren spanischen König Juan Carlos I., erschossen.

## Leben
Alfons war der jüngste Sohn des Infanten Juan de Borbón y Battenberg (1913–1993), Graf von Barcelona und Oberhaupt des spanischen Königshauses, und seiner Frau Prinzessin María de las Mercedes de Borbón y Orleans (1910–2000), Tochter des Prinzen Carlos Maria François de Bourbon-Sizilien und seiner Frau Prinzessin Louise Françoise d’Orléans. Seine Großeltern väterlicherseits waren König Alfons XIII. von Spanien und Prinzessin Victoria Eugénie von Battenberg.
Geboren wurde Alfons, innerhalb der Familie Alfonsito genannt, 1941 im Exil in Rom. Als seine Taufpaten fungierten Prinz Alfonso de Orleans y Borbón (1886–1975) und seine Tante, Prinzessin María Cristina de Borbón, Gräfin Marone (1911–1996). Er wuchs zunächst in Italien und der Schweiz auf. Nach dem Ende des Zweiten Weltkriegs ging die Familie nach Estoril in Portugal, dem bevorzugten Exil-Ort so manches vertriebenen Monarchen.
Auf eine Einladung des Diktators Francisco Franco besuchte Prinz Alfons zum ersten Mal Spanien. Zusammen mit seinem älteren Bruder, dem späteren König Juan Carlos I., lebten sie Anfang 1950 im Palast von Miramar in San Sebastián. Nachdem sein Bruder das Bachillerato, die Reifeprüfung, 1955 bestanden hatte und als Kadett an die Militär-Akademie in Saragossa gegangen war, sollte Alfonso ebenfalls Abitur machen und ab 1957 die Marineakademie in Pontevedra besuchen.
Während eines Urlaubs im königlichen Exil in Estoril ereignete sich am 29. März 1956 ein folgenschweres Unglück: Der 14-jährige Prinz Alfons starb durch eine Schussverletzung. Der damals 18-jährige Juan Carlos war der einzige Zeuge. Der Schuss hatte sich aus einem Kinderrevolver gelöst, mit dem die Jungen im Spielzimmer hantiert hatten. Die in der Presse zunächst verbreitete offizielle Erklärung lautete, der Schuss habe sich bei der Reinigung der Waffe gelöst, ohne ausdrücklich zu vermelden, dass Juan Carlos die Pistole gehalten hatte. Die Kugel traf Alfons in die Stirn; er starb wenige Minuten später an den Folgen der Verletzung. Eine gerichtliche Untersuchung, wie sie Alfons’ Onkel Jaime de Borbón forderte, der mit der Familie zerstrittene ältere Bruder des Vaters, fand nie statt. Prinz Alfons wurde auf dem Friedhof in Cascais bestattet. 1992 wurde sein Leichnam nach Real Sitio de San Lorenzo de El Escorial überführt und ruht in Kapelle 2 des Pantheon der Infanten.